# Mnesteria
Mnesteria is een geslacht van vlinders van de familie Lecithoceridae.

## Soorten
- M. basanistis (Meyrick, 1908)
- M. pharetrata (Meyrick, 1905)
- M. sideraula Meyrick, 1916